# Lasiosina vittata
Lasiosina vittata är en tvåvingeart som först beskrevs av Malloch 1913.  Lasiosina vittata ingår i släktet Lasiosina och familjen fritflugor. Inga underarter finns listade i Catalogue of Life.